# تایتو کوبو
تیته کوبو (انگلیسی: Tite Kubo؛ زاده ۲۶ ژوئن ۱۹۷۷) یک مانگاکا، و نویسنده اهل ژاپن است.